# Comuni di Haiti

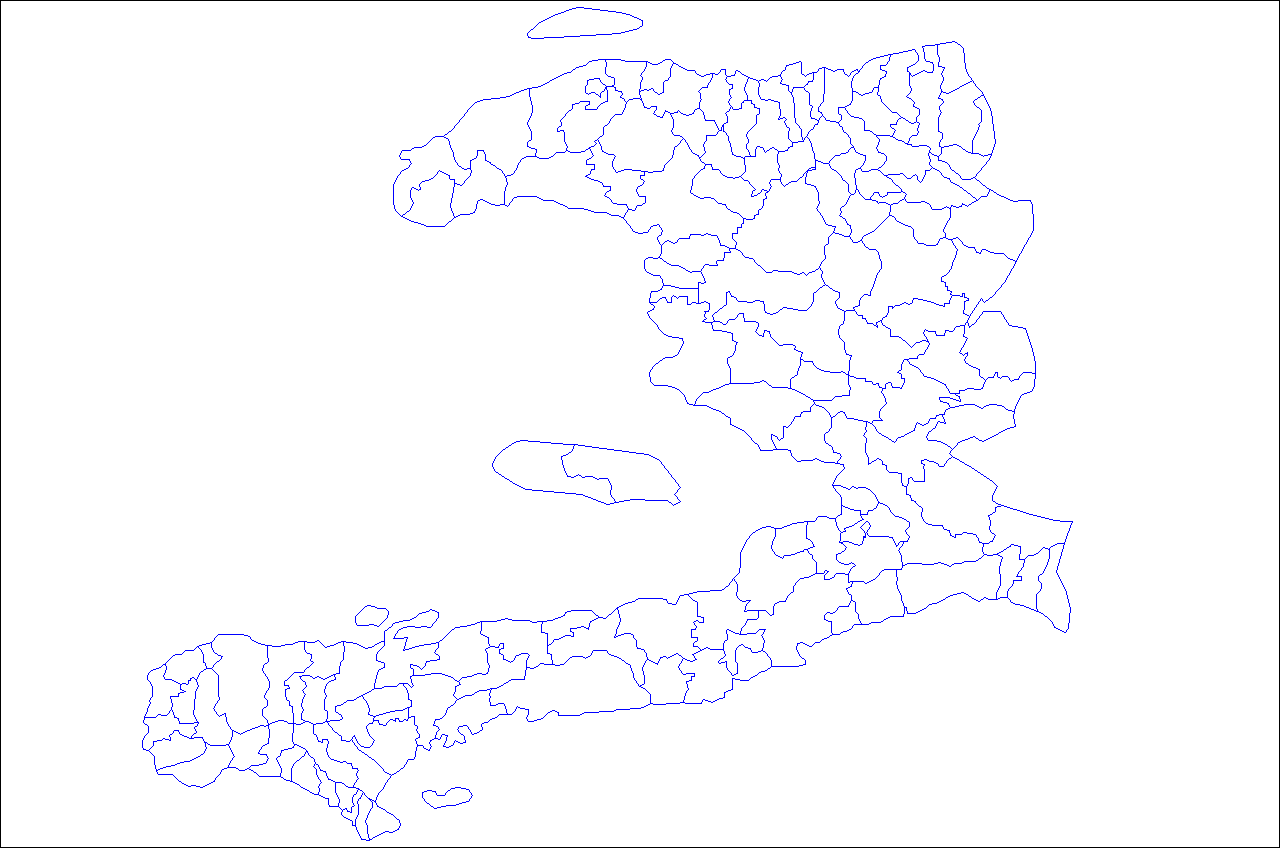
Comuni di Haiti.

I comuni di Haiti sono la suddivisione di terzo livello del Paese caraibico. I 10 dipartimenti hanno 41 arrondissement suddivisi in 133 comuni.
In ogni comune c'è un consiglio municipale (conseil municipal) di tre membri, eletti dagli abitanti del comune per un termine di 4 anni. Il consiglio municipale è diretto da un presidente (président) o un sindaco (maire).

## Lista
Dipartimento dell'Artibonite
- Arrondissement di Dessalines
  - Desdunes
  - Dessalines
  - Grande-Saline
  - Petite-Rivière-de-l'Artibonite

- Arrondissement di Les Gonaïves
  - Ennery
  - L'Estère
  - Les Gonaïves

- Arrondissement di Gros-Morne
  - Anse-Rouge
  - Gros-Morne
  - Terre-Neuve

- Arrondissement di Marmelade
  - Marmelade
  - Saint-Michel-de-l'Attalaye

- Arrondissement di Saint-Marc
  - La Chapelle
  - Saint-Marc
  - Verrettes

Dipartimento del Centro
- Arrondissement di Cerca-la-Source
  - Cerca-la-Source
  - Thomassique

- Arrondissement di Hinche
  - Cerca-Carvajal
  - Hinche
  - Maïssade
  - Thomonde

- Arrondissement di Lascahobas
  - Belladère
  - Lascahobas
  - Savanette

- Arrondissement di Mirebalais
  - Boucan-Carré
  - Mirebalais
  - Saut-d'Eau

Dipartimento di Grand'Anse
- Arrondissement di Anse-d'Ainault
  - Anse-d'Ainault
  - Dame-Marie
  - Les Irois

- Arrondissement di Corail
  - Beaumont
  - Corail
  - Pestel
  - Roseaux

- Arrondissement di Jérémie
  - Abricots
  - Trou-Bonbon
  - Chambellan
  - Jérémie
  - Moron

Dipartimento di Nippes
- Arrondissement di Anse-à-Veau
  - Anse-à-Veau
  - L'Asile
  - Baradères
  - Petit-Trou-de-Nippes

- Arrondissement di Miragoâne
  - Miragoâne
  - Petite-Rivière-de-Nippes

Dipartimento del Nord
- Arrondissement di Acul-du-Nord
  - Acul-du-Nord
  - Milot
  - Plaine-du-Nord

- Arrondissement di Borgne
  - Borgne
  - Port-Margot

- Arrondissement di Cap-Haïtien
  - Cap-Haïtien
  - Limonade
  - Quartier-Morin

- Arrondissement di Grande-Rivière-du-Nord
  - Bahon
  - Grande-Rivière-du-Nord

- Arrondissement di Limbé
  - Bas-Limbé
  - Limbé

- Arrondissement di Plaisance
  - Pilate
  - Plaisance

- Arrondissement di Saint-Raphaël
  - Dondon
  - La Victoire
  - Pignon
  - Ranquitte
  - Saint-Raphaël

Dipartimento del Nord-Est
- Arrondissement di Fort-Liberté
  - Fort-Liberté
  - Perches
  - Ferrier

- Arrondissement di Ouanaminthe
  - Capotille
  - Mont-Organisé
  - Ouanaminthe

- Arrondissement di Trou-du-Nord
  - Caracol
  - Sainte Suzanne
  - Terrier-Rouge
  - Trou-du-Nord

- Arrondissement di Vallières
  - Carice
  - Mombin-Crochu
  - Vallières

Dipartimento del Nord-Ovest
- Arrondissement di Môle-Saint-Nicolas
  - Baie-de-Henne
  - Bombardopolis
  - Jean-Rabel
  - Môle Saint-Nicolas

- Arrondissement di Port-de-Paix
  - Bassin-Bleu
  - Chansolme
  - La Tortue
  - Port-de-Paix

- Arrondissement di Saint-Louis-du-Nord
  - Anse-à-Foleur
  - Saint-Louis-du-Nord

Dipartimento dell'Ovest
- Arrondissement di Arcahaie
  - Arcahaie
  - Cabaret

- Arrondissement di Croix-des-Bouquets
  - Cornillon
  - Croix-des-Bouquets
  - Fonds-Verrettes
  - Ganthier
  - Thomazeau

- Arrondissement di La Gonâve
  - Anse-à-Galets
  - Pointe-à-Raquette

- Arrondissement di Léogâne
  - Grand-Goâve
  - Léogâne
  - Petit-Goâve

- Arrondissement di Port-au-Prince
  - Carrefour
  - Delmas
  - Gressier
  - Kenscoff
  - Pétionville
  - Tabarre
  - Cité Soleil
  - Port-au-Prince

Dipartimento del Sud-Est
- Arrondissement di Bainet
  - Bainet
  - Côte-de-Fer

- Arrondissement di Belle-Anse
  - Anse-à-Pitres
  - Belle-Anse
  - Grand-Gosier
  - Thiotte

- Arrondissement di Jacmel
  - Cayes-Jacmel
  - Jacmel
  - La Vallée-de-Jacmel
  - Marigot

Dipartimento del Sud
- Arrondissement di Aquin
  - Aquin
  - Cavaillon
  - Saint-Louis-du-Sud

- Arrondissement di Les Cayes
  - Camp-Perrin
  - Les Cayes
  - Chantal
  - Île-à-Vache
  - Maniche
  - Torbeck

- Arrondissement di Chardonnières
  - Les Anglais
  - Chardonnières
  - Tiburon

- Arrondissement di Les Côteaux
  - Les Côteaux
  - Port-à-Piment
  - Roche-à-Bateau

- Arrondissement di Port-Salut
  - Arniquet
  - Port-Salut
  - Saint-Jean-du-Sud